# THE POWERNUDE
THE POWERNUDE（ザ・パワーヌード）は、日本のハードロックバンド。1995年から本格的にライブ活動を開始。ミニアルバム4枚、フルアルバム4枚、マキシシングル2枚、ベストアルバム1枚発売。

## 来歴
1995年、森川之雄を中心に、HOLLYWOODオーディション時に知り合った岡本啓祐、沢木優、旧知のREZYで結成。黒夢のサポートのため脱退したREZYに変わり平島淳二(G)が加入。本格的なライブ活動を開始。
1996年、ライブやデモ音源発表など活発な活動を展開するが平島が脱退。後任として阪下宇紀(G)が加入。
1997年、1st Mini Album『ENERGY BOOSTER』リリース、”POWERBOMB TOUR 1997”を全国12会場で行う。その3ヵ月後に2nd Mini Album『POWERBOMB』リリース、”POWERBOMB TOUR 1997 SECOND ROUND”を行う。その他、自主企画ライブツアーを東京・大阪・名古屋で行うなど活動範囲を全国に広げていく
1998年、1st Full Album『Oi!Oi!Oi!』をリリース。”SUMMER FIGHTING SERIES 1998”ツアー(11ヶ所13公演)を行う。
1999年、2nd Full Album『《4P》』リリース。”SUMMER ACTION SERIES 1999”ツアー(14ヵ所)を行う。「PURE ROCK JAPAN LIVE～TOKYO EXTRA(渋谷ON AIR WEST)」をはじめ数々のイベントにも出演するも、音楽性・活動の方向性の相違により阪下・岡本が脱退。
2000年、オーディションにより平田周資(B)加入。サポートギタリストとして若井望が参加。
2001年、デモテープ無料配布ライブを全国8会場で行った後、3rd Full Album『CHARGE』をリリース。全国30ヶ所に及ぶ”THE POWERNUDE TOUR 2001”ツアーを敢行。イベント出演や盟友・OUTRAGEとのカップリングライブなどを行う。
2002年、マキシシングル『ROCK'N'ROLL RIDE』をベルウッド・レコード、『MISSION:SMASH』を自主レーベルであるFRiED PORK MUSiCから同時リリース。サポートメンバーであった若井望が正式メンバーとなり、全国14ヵ所にわたる”ROCK'N'ROLL:SMASH TOUR”を行う。
2003年、「ELECTRIC SOUL<EARLY DEMO>」を収録したデモCD配布ライブツアーを全国3会場で行う。4th Full Album『ELECTRIC SOUL』をリリース、全国7ヶ所10公演”LIVE TOUR 2003 ELECTRIC SOUL”を行う中、活動の方向性の相違により、沢木、若井、平田が脱退。
2004年、後任メンバーのオーディションを行いつつ、初のベスト・アルバム『THE BEST OF THE POWERNUDE～FOR ALL OF THE ELECTRIC BEASTS～』をリリース。
2005年、新メンバーとして、ANTHEM時代の盟友・大内貴雅(Ds/5X)、人時(B/黒夢)、武士(G/ROCKSTAR ROLLERS)が加入。2回のワンマンライブを行うも意見の相違のため、大内、人時、武士が脱退。
2006年、後任にかつてのメンバーだった沢木優(Ds)、若井望(G)が再加入。オーディションにより辻敬裕(B)が加入。復活ワンマンライブ”BRANDNEW BEASTS ARE BACK!!”を行う。また、自主企画ライブ”MIGHTY BEASTY PARTY”を定期的に行うようになる。
2007年、他の音楽活動との両立が困難として若井が再び脱退。後任には、オーディションにより当時21歳の新人ZINが決定。3rd Mini Albumのレコーディングに入り、3rd Mini Album『EXTREME CARNIVAL』先行レコ発ワンマンライブがZINのお披露目ライブとなった。
2008年、『EXTREME CARNIVAL』全国発売。バンド史上初のリクエストライブ、ワンコイン(500円)ライブ、海外公演(韓国 ソウル)などを次々と成功させる。
2009年、4th Mini Albumのレコーディングを開始するも、辻が一身上の都合により音楽活動から引退を表明。「THE LAST CARNIVAL FOR KEI」と題されたライブを以て脱退。後任にはオーディションにより当時22歳のSHOYO(B/Trival Sea Precious)が加入。4th Mini Album『PRIMAL†SCREAMER』先行レコ発ライブがSHOYOのお披露目ライブとなった。
2010年、THE POWERNUDE 結成15周年。CLUB CITTA'にて行われたANTHEM 25th Anniversary「プロローグ3」～THE LINKAGE～ にゲスト出演。THE POWERNUDE 15th Anniversary「Act.1/THE HISTORY OF THE BEASTS」にゲストメンバーとして阪下宇紀(G)、若井望(G)、辻敬裕(B)を迎えて15年を振り返るライブ、THE POWERNUDE 15th Anniversary「Act.2/ONE NIGHT FOR ALL OF THE BEASTS」はファンによるリクエストのみで構成される完全リクエストライブ、THE POWERNUDE 15th Anniversary「Act.3/15th ANNIVERSARY OF THE BEASTS」はメンバーの所属する各バンド、ユニットを一堂に会してのライブ、と全3回にわたって15周年イベントを行った。この3回のAnniversary Liveの中から「Act.1」とANTHEMの「プロローグ3」でのライブの模様がDVD『THE STORY OF BEASTS VOL.3』に収録されている。
2013年初頭よりライブ活動を停止し、新曲制作に入った。
2014年3月、沢木が脱退。そして森川がANTHEMに正式復帰したため、無期限活動停止。

## 活動休止時のメンバー
- 森川之雄
- ZIN
- SHOYO(B)
- 沢木優

### メンバーの変遷
第1期(1995年)
- 森川之雄(VO&G)
- REZY(G)
- 岡本啓祐(B)
- 沢木優(Ds)

第2期(1995年～1996年)
- 森川之雄
- 平島淳二(G)
- 岡本啓祐
- 沢木優

第3期(1996年～1999年)
- 森川之雄
- 阪下宇紀(G)
- 岡本啓祐
- 沢木優

第4期(2000年～2002年)
- 森川之雄
- 平田周資(B)
- 沢木優

第5期(2002年～2003年)
- 森川之雄
- 若井望(G)
- 平田周資
- 沢木優

第6期(2005年～2006年)
- 森川之雄
- 武士(G)
- 人時(B)
- 大内貴雅(Ds)

第7期(2006年～2007年)
- 森川之雄
- 若井望(G)
- 辻敬裕(B)
- 沢木優(Ds)

第8期(2007年～2009年)
- 森川之雄
- ZIN(G)
- 辻敬裕
- 沢木優

## ディスコグラフィ

### マキシシングル
| 発売日        | タイトル         | 規格品番            | 収録曲                                             | 備考               |
| ------------- | ---------------- | ------------------- | -------------------------------------------------- | ------------------ |
| 2002年6月26日 | MISSION:SMASH    | FPCP-0006 FPCP-0007 | 1. MISSION:SMASH 2. R&R MADMAN 3. UNDERGROUND HERO | FRiED PORK MUSIC   |
| 2002年6月26日 | ROCK'N'ROLL RIDE | BZCM-1008           | 1. ROCK’N’ROLL RIDE 2. LOST IN MIND 3. NV?2002     | ベルウッドレコード |

### アルバム
|          | 発売日         | タイトル                                                 | 規格品番   | 備考                |
| -------- | -------------- | -------------------------------------------------------- | ---------- | ------------------- |
| 1st mini | 1997年         | ENERGY BOOSTER                                           |            |                     |
| 2nd mini | 1997年         | POWERBOMB                                                |            |                     |
| 1st      | 1998年         | Oi!Oi!Oi!                                                |            |                     |
| 2nd      | 1999年         | 《4P》                                                   |            |                     |
| 3rd      | 2001年6月20日  | CHARGE                                                   | FPCP-0005  | FRiED PORK MUSiC    |
| 4th      | 2003年5月21日  | ELECTRIC SOUL 〜電撃魂〜                                 | BZCS-1020  | ベルウッドレコード  |
| Best     | 2004年3月24日  | THE BEST OF THE POWERNUDE 〜すべての電撃野獣どもに捧ぐ〜 | VICP-62590 | ビクター            |
| 3rd mini | 2008年1月25日  | EXTREME CARNIVAL                                         | YDRC-00007 | YggrDrasill Records |
| 4th mini | 2009年11月21日 | PRIMAL†SCREAMER                                          | YDRC-00015 | YggrDrasill Records |

### VIDEO、DVD
- BOOTLEG(1998年)
- BOOTLEG II(1999年)
- BOOTLEG III(1999年)
- BOOTLEG IV(2002年)
- THE STORY OF BEASTS～DOCUMENT & DIGEST 2006（2007年)
- THE STORY OF BEASTS VOL.2～DOCUMENT & DIGEST 2008-2010(2010年)
- THE STORY OF BEASTS VOL.3～15th Anniversary Carnival(2011年)